# M45防空機槍塔
M45防空機槍塔以四挺白朗寧M2重機槍所構成，美國稱槍塔及機槍總成為「M45 Quadmount」（Quad 50/Quad Fifty），由美國Maxon公司製造，多置於裝甲車或拖車以便利其機動性。

## 性能

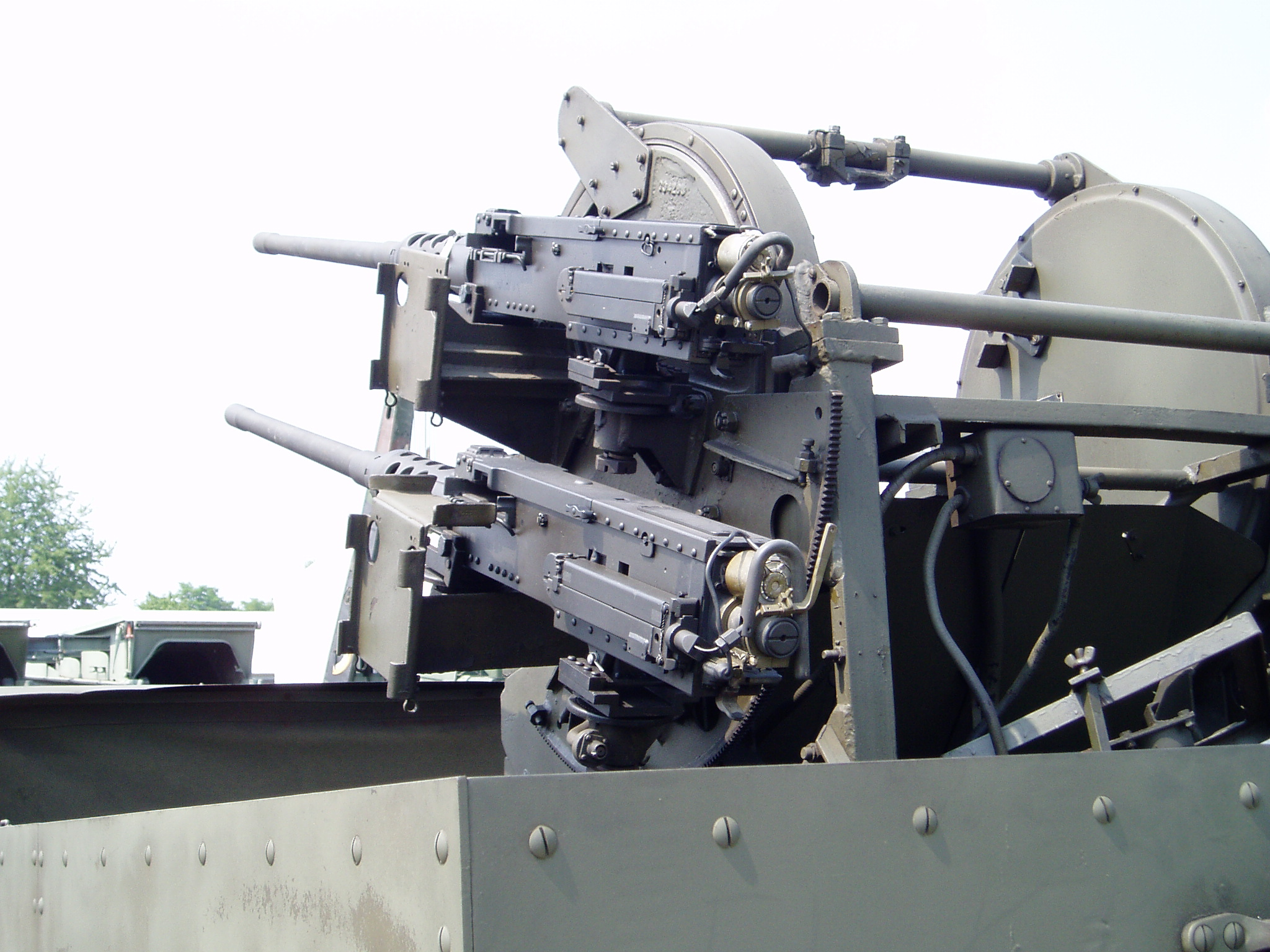
M16 MGMC後側

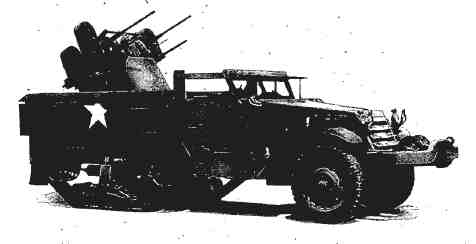
M16 MGMC

在第二次世界大戰期間，美國陸軍向國內廠商提出製造雙聯裝防空機槍槍塔的委託競標案，班迪克斯公司、格倫·L·馬丁公司、瑪克森公司等三間廠商製造出了樣品，搭配了M2重機槍與M3半履帶車進行測評，測評結果顯示瑪克森公司研製的M33槍塔性能最佳，這款槍塔在美軍的半履帶車與輕戰車底盤上測試都得到可靠好用的評價。但戰爭經驗的回饋表示需要更強大的防空火力，瑪克森公司因此將原本的雙聯裝設計加強為四聯裝規格，成為M45防空機槍塔。
M45機槍塔為一款全電動驅動的防空炮座，標準編制3人，1位砲手與2位裝填手。炮座的電力供給來源為2顆電壓6伏特的電池，馬達使炮塔射界可以達到360度旋轉，仰角90度、俯角10度。雖然設計上可以4槍齊射，但射手為了確保火力持續輸出，會使用左右對角2挺機槍交叉射擊，藉由交替使用與換彈，使火力空窗時間降到最低，也讓機槍槍管有時間冷卻，這對在二戰時期缺少快拆槍管設計的M2重機槍來說非常關鍵。
此槍塔常見載具為M17四輪拖車及M20二輪拖車，總成合稱編號為M51及M55。在二次世界大戰亦常見其裝載於M3半履帶車，合稱編號為M16 MGMC。

## 用戶
美国
自二戰起使用，可分為M51（配M17四輪拖車）及M55（配M20兩輪拖車）。
 中華民國
 中華民國陸軍
自美軍接收M55四管防空機槍，M45槍塔置於M20拖車機動來往駐地及陣地。槍班以每一槍塔編成，編制槍長一人，射擊手一人，裝填手兩人；搭配40砲班或90砲班行動。逐漸老化後多用於外島陣地對海射擊。後由T-82 20公厘機砲取代。目前已全數淘汰退役。

## 外部連結
- How Were World War II Searchlight Used? （页面存档备份，存于）
- 懷念的四０砲及五０槍